# イアン・カーマ
セレツェ・カーマ・イアン・カーマ（Seretse Khama Ian Khama、1953年2月27日 - ）はボツワナの政治家。2008年より2018年まで、同国大統領を務めた。初代大統領セレツェ・カーマの息子である。

## 経歴
父セレツェ・カーマは、イギリスのオックスフォード大学に留学中の1948年にイギリス人女性のルース・ウィリアムズと結婚した。しかし、この結婚は白人主導の人種差別政策「アパルトヘイト」を推進していた南アフリカを刺激した。セレツェは、ボツワナの主要民族ツワナ人の最大氏族ングワトの王位継承者であり、そのような影響力のある黒人が、白人と結婚するなど、南アフリカには容認できることではなかった。南アフリカは、かつての宗主国イギリスを通じてセレツェに圧力をかけた。イギリスは、当時、南アフリカの資源採掘の利権を得ており、南アフリカとの対立を望まなかった。セレツェは結果としてングワト族王位を放棄するまで、ベチュアナランドに帰国できなくなった。イアン・カーマは、この期間にイギリスで生まれた。
1956年、カーマ一家は、セレツェが王位を放棄したことで何とかベチュアナランドに帰国できた。セレツェはその後、政治家としての道を歩み、卓越した政治手腕を持っていたセレツェは、結果的にベチュアナランドを平和裏にボツワナとして独立させた。
一方、イアン・カーマは軍人の道を歩んだ。父と同じく外国に留学し、スワジランドのユナイテッド・ワールド・カレッジ、イギリスのサンドハースト王立陸軍士官学校を卒業し、イギリス陸軍に一時在籍した。
1997年12月16日から1998年3月31日まで、ボツワナ国防軍最高司令官の地位にあった。第2代大統領クェット・マシーレが1998年3月31日に引退した時、一部にカーマ擁立の動きがあり、第3代大統領にフェスタス・モハエが就任すると、副大統領への擁立の動きが出たが、カーマはこの時点でボツワナ議会に議席を持っておらず、副大統領の就任資格がなかった。そこでカーマは1998年、父の故郷にしてングワトの本拠地であるセローウェ北選挙区での補選に与党ボツワナ民主党から出馬し、野党ボツワナ国民戦線の候補に圧倒的な差をつけて当選。7月13日、カーマは議会で副大統領の宣誓を行った。
1998年から2008年までボツワナの副大統領を務めた後、2008年4月1日、モハエの後を受けてボツワナの大統領に就任した。2009年10月には、カーマにとって初の選挙が開催されたが、党首を務めるボツワナ民主党は、57議席中45議席を獲得するなど、野党に圧倒的な大差をつけて勝利した。2018年3月31日に憲法の定める大統領の上限10年に達したため退任し、モクウィツィ・マシシ副大統領に大統領の座を譲った。しかし、カーマとマシシの関係は良くなく、カーマは大統領を辞任する際にマシシにも副大統領を辞任するよう求めていたとされる。
副大統領時代には、出身地であるイギリスの自動車番組トップ・ギアがボツワナでロケを行った際、モーターグライダーで空から登場した。
2019年3月10日、インドのダラムサラで開催されたチベット蜂起60年記念式典に元ボツワナ大統領として参加した。同式典でカーマ元大統領は、自身が大統領を務めていた2017年にダライ・ラマ法王をボツワナに招いた際、中国政府から法王をボツワナに入国させないよう圧力を受けたが断固として撥ね付けた事実を誇らしげに語った上で、「ダライ・ラマ法王のイベント参加を阻止することでダライ・ラマ法王の影響力を弱めることができると考えている人が今なおいることは、論理的ではありません。」と人権を軽視する中国政府を名指しで批判した。
2019年初頭にマシシ大統領がBDPの党首に再選された直後に同党から離党。同年10月23日執行の総選挙ではマシシが不正を行ったと訴えたが後に司法の場で否定された。2021年11月8日に隣国の南アフリカ共和国に突然出国し、ボツワナの情報機関である情報安全総局(DIS)の追及から逃れるための亡命ではないかとも見られたが本人はこれを否定した。しかしその後も滞在を続け、事実上の亡命状態にある。

## 政策

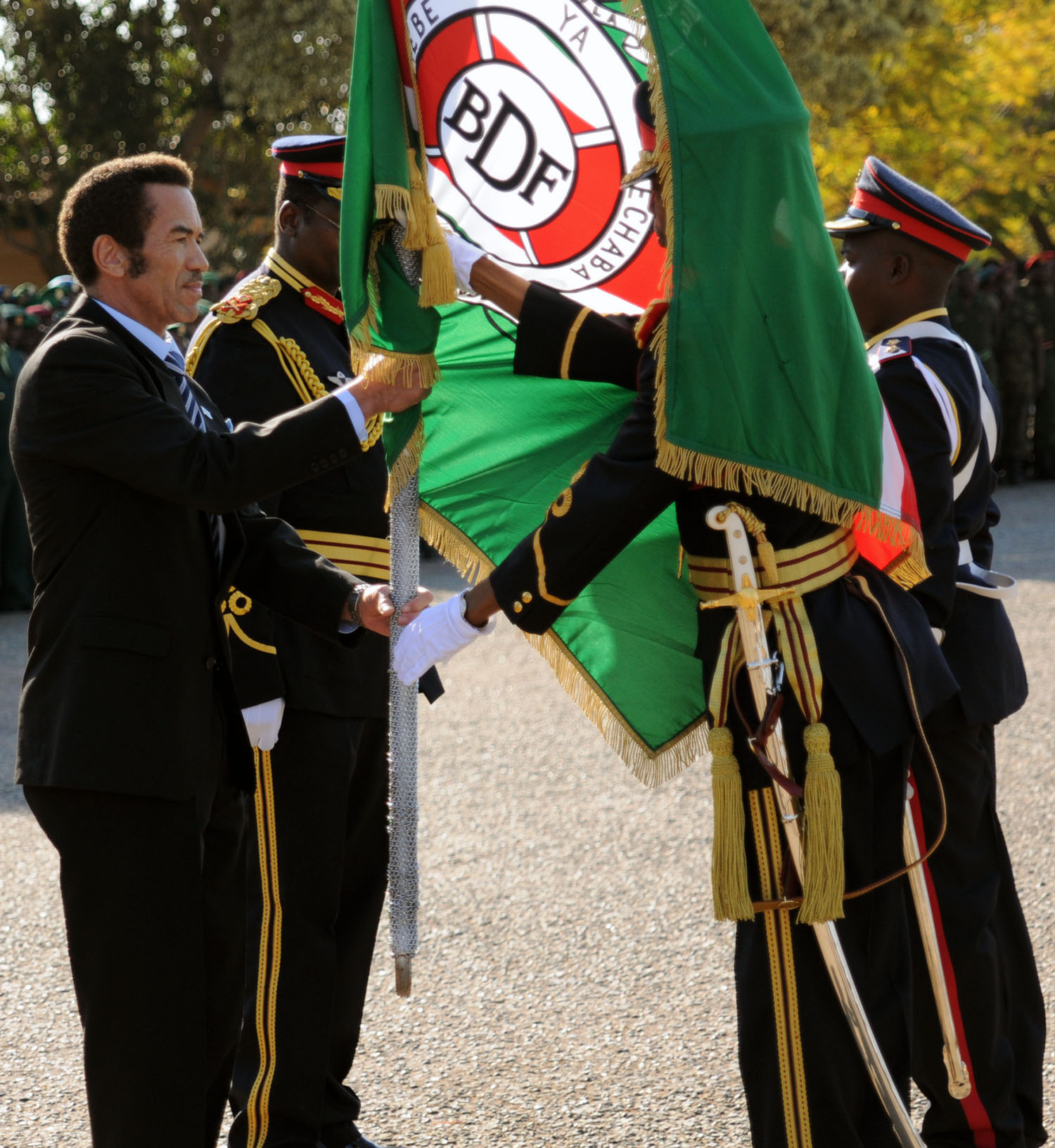
ボツワナ国防軍の式典で軍旗を受け取るイアン・カーマ

### 内政

#### 政治手法
選挙などでは、圧倒的な国民の支持を得ているが、その政治手法は独裁的との評価もある。

#### 環境保護
動物好きであり、野生動物の保護にも熱心に取り組んでいるとされる。ボツワナ国防軍は、野生動物の保護施設を運営している。国内の野生動物の減少を理由に、2014年1月1日から「狩猟規制区や公共地区での野生生物の商業ハンティングを無期限停止」を行う予定である。

#### 軍事
ボツワナは、軍事に関する公式の予算書の入手が困難な国である。2018年11月、ストックホルム国際平和研究所はサハラ砂漠以南地域のアフリカ諸国における軍事費の透明性について報告したが、ボツワナは「フランスやスイスから武器を購入して軍事費が急増しているが、国家としての防衛政策や武器調達に関する政府の情報が欠落しており、透明性が悪化している」と報告している。

### 経済
ボツワナは、ダイヤモンド産業以外の経済の多角化に失敗しており、またダイヤモンド鉱山は2016年時点で、あと20年ほどで枯渇すると考えられているなどの問題がある。

### 外交

#### 日本
日本の国連安保理常任理事国入りを支持している。2010年に来日し、菅直人首相と会談を行った。2013年6月にも、アフリカ開発会議に参加するため、来日している。

#### 北朝鮮
2013年、北朝鮮における人権侵害の状況を憂慮して、ボツワナと北朝鮮との二国間における協力関係を停止した。両国の関係縮小路線は続き、2014年2月20日に朝鮮民主主義人民共和国における人権に関する国連調査委員会の報告書を受けて、北朝鮮との外交関係および領事関係が完全に断絶された。北朝鮮政府を強く非難すると同時に、ボツワナは北朝鮮人民に対する「心からの同情」を表明した。
2015年10月、韓国を訪問中のカーマ大統領はソウル市内のホテルで聯合ニュースのインタビューに応じ、北朝鮮と断交した理由として国内での人権蹂躙ならびに近隣諸国に対する威嚇の二点を挙げて、北朝鮮の指導部を評して「石器時代に暮らしているように思える」と痛烈に批判した。